# 金黃異鱗石首魚
金黃異鱗石首魚為輻鰭魚綱鱸形目鱸亞目石首魚科的其中一種，分布南美洲亞馬遜河及奧里諾科河流域，體長可達34.6公分，棲息在溪流河口區，屬肉食性，以昆蟲、甲殼類等為食，可做為食用魚及觀賞魚。